# Alcolea del Río
Alcolea del Río là một đô thị ở tỉnh Sevilla, Tây Ban Nha. Dân số năm 2005 của đô thị này là 3331 người. Diện tích là 50 km² với mật độ dân số 66,6 người/km². Khu vực này có độ cao 32 m trên mực nước biển.